# Fjodor Pirotski

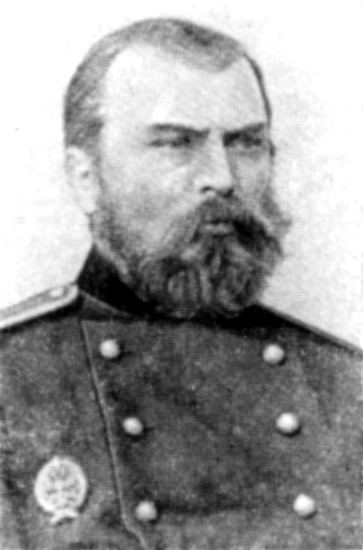
Pirotski

Fjodor Apollonovitsj Pirotskiof Fedor Apollonovich Pirotski (Gouvernement Poltava, 17 februari 1845 — Olesjky, 28 februari 1898), was een Russische uitvinder van Oekraïense komaf.
In 1875 reed de eerste elektrische trein in de Russische stad Sestroresk, ontwikkeld door Fyodor Pirotsky. Ook in september 1880 experimenteerde hij met elektrische aandrijving, dan op een tramlijn in Sint-Petersburg. Hiervoor bouwde hij een bestaande dubbeldekker paardentram om, deze deed proeven met passagiers over een testbaan van 85 m lengte.